# Herois imaginaris
Herois imaginaris (títol original en anglès: Imaginary Heroes) és una pel·lícula estatunidenca dramàtica escrita i dirigida per Dan Harris. Es centra en l'efecte traumàtic del suïcidi del fill gran d'una família dels suburbis. Ha estat doblada al català.

## Argument
Matt Travis és ben guapo, popular, i és el millor nadador de la seva escola. Tots queden impactats quan inexplicablement es suïcida. Durant l'any següent, cada membre de la seva família lluita per recuperar-se de la tragèdia amb diferents resultats.
La seva mare Sandy intenta mantenir les línies de comunicació obertes amb el seu fill petit Tim mentre esplaia el seu dolor emocional en la marihuana. El pare, Ben; un perfeccionista que adorava tant Matt com ignorava Tim, insisteix a seguir posant un plat de menjar en la taula per al noi mort i comença a tornar-se alcohòlic. Eventualment, sense dir-li a la seva esposa, deixa el treball i passa els seus dies perdut somiant en una banca al parc. Tim, sempre en les ombres com el més petit, poc atlètic, lluita per acabar l'escola mentre intenta resistir-se al consum de les drogues recreatives que el seu millor amic Kyle Dwyer sempre li està oferint alhora que contempla tenir sexe amb Steph Connors, una companya de classe.
Penny, la germana, es troba lluny a la universitat; de manera prudent realitza visites infreqüents i tracta d'ajudar amb el distanciament entre el germà supervivent i els seus pares. Amb el pas dels mesos, sorgeixen noves crisis i es revela un secret gelosament guardat; un dels membres de la família era conscient de l'agitació interna de Matt i els seus pensaments suïcides, malgrat això va haver un important motiu pel qual no el va ajudar.

## Repartiment
- Sigourney Weaver: Sandy Travis
- Jeff Daniels: Ben Travis
- Emile Hirsch: Tim Travis
- Michelle Williams: Penny Travis
- Deirdre O'Connell: Marge Dwyer
- Ryan Donowho: Kyle Dwyer
- Suzanne Sant: Steph Connors
- Kip Pardue: Matt Travis

## Producció
El director i guionista Dan Harris tenia 22 anys quan va enviar el guió a Bryan Singer, que el contracta per treballar en els guions de X-Men 2, Superman Returns, i el remake de The Logans Run. Dos anys després deixa a Singer per començar el treball de preproducció d'Herois.
La pel·lícula es va rodar en localitzacions de Chatham, Glen Ridge, Montclair, Newark, West Patterson i Nova Jersey.
Kiki i Herb fan un cameo com a animadors de la festa de Nadal del veïnat.
La pel·lícula va ser estrenada al Mercat de cinema de Canes al maig de 2004 i va ser mostrada en el Festival Internacional de Cinema de Toronto, en el Festival de Cinema d'Austin, el Festival Internacional de Cinema de Chicago i el Festival Internacional de Cinema del Marroc abans de l'estrena en dues sales als Estats Units el 19 de desembre de 2004.
Va recaptar 4.696 dòlars en el cap de setmana d'obertura, en el seu llançament més ampli, va ser projectada en només 24 sales. Eventualment va recaptar 228.767 dòlars als Estats Units i 62.351 dòlars en mercats estrangers per donar una recaptació mundial d'un total de 291.118 dòlars.

## Rebuda
Roger Ebert del Chicago Sun-Times va ressaltar que «la pel·lícula podria haver tingut més força com la història de la família tractant de curar-se a si mateixa després de la tragèdia, enfocant-se en Sandy i Tim. Però Harris sent una necessitat d'explicar-ho tot en termes de revelacions melodramàtiques i esdeveniments sorprenents, just abans de les escenes finals. El poder emocional de l'últim acte és afeblit pel flux d'informació nova. La revelació clau just al final explica massa, sí, però arriba tan tard que l'única cosa que pot fer és explicar. Si hagués arribat abans podria haver estat tractat, i aquestes escenes podrien haver estat considerables… El que resta quan acaba la pel·lícula és la memòria de Sandy i Tim parlant, i la d'una mare que estima al seu fill, l'entén i s'entén a si mateixa en una manera irònica però realista. Els personatges es mereixen una pel·lícula millor pel·lícula, però així i tot la que tenen és bona».
MickLaSalle del San Francisco Chronicle va dir de la pel·lícula que «té una columna narrativa forta, en la qual succeeixen coses importants i interessants – una inesperada virtut en els drames familiars. Però aquesta virtut és enfosquida d'alguna forma per la falta d'unitat narrativa de la pel·lícula. Dan Harris ha escrit una petita història ordenada, però en dirigir-la, no ha esculpit un drama dinàmic. Per dir-ho d'una altra manera, hi ha un drama esvelt de 82 minuts de durada encasellat en una pel·lícula fofa de 112 minuts… El que salva a Herois imaginaris és la seva essencial veracitat sobre les famílies, que es revela, no només en els amplis moviments de la història sinó també en els petits detalls… De vegades la pel·lícula trontolla cap a la farsa, la qual cosa és inadequada, i moltes vegades la història es dilueix, encara que imitant, en to, a una pel·lícula familiar ombrívola des de Gent corrent. Però, al final arriba a un lloc sorprenentment autèntic i poderós».
Peter Traves de Rolling Stones va qualificar la pel·lícula amb dues de quatre estrelles i va agregar: «Sigourney Weaver és una actriu lluminosa amb un fort centre d'intel·ligència i enginy. Emile Hirsch, que interpreta al seu culpable i turmentat fill, té el talent per sostenir una gran carrera.
Les seves escenes junts tenen una calidesa que gairebé et fa perdonar Herois imaginaris per intentar duplicar de manera constant i inútil a Gent corrent. El que resulta nociu per a la pel·lícula és la seva falta de personalitat pròpia».

## Premis i nominacions
- 2004: National Board of Review: Menció especial
- 2004: Festival de Chicago: Nominada al millor llargmetratge
- 2005: Premis Satellite: Nominada a millor actriu dramàtica (Sigourney Weaver)